# 圣大额我略堂

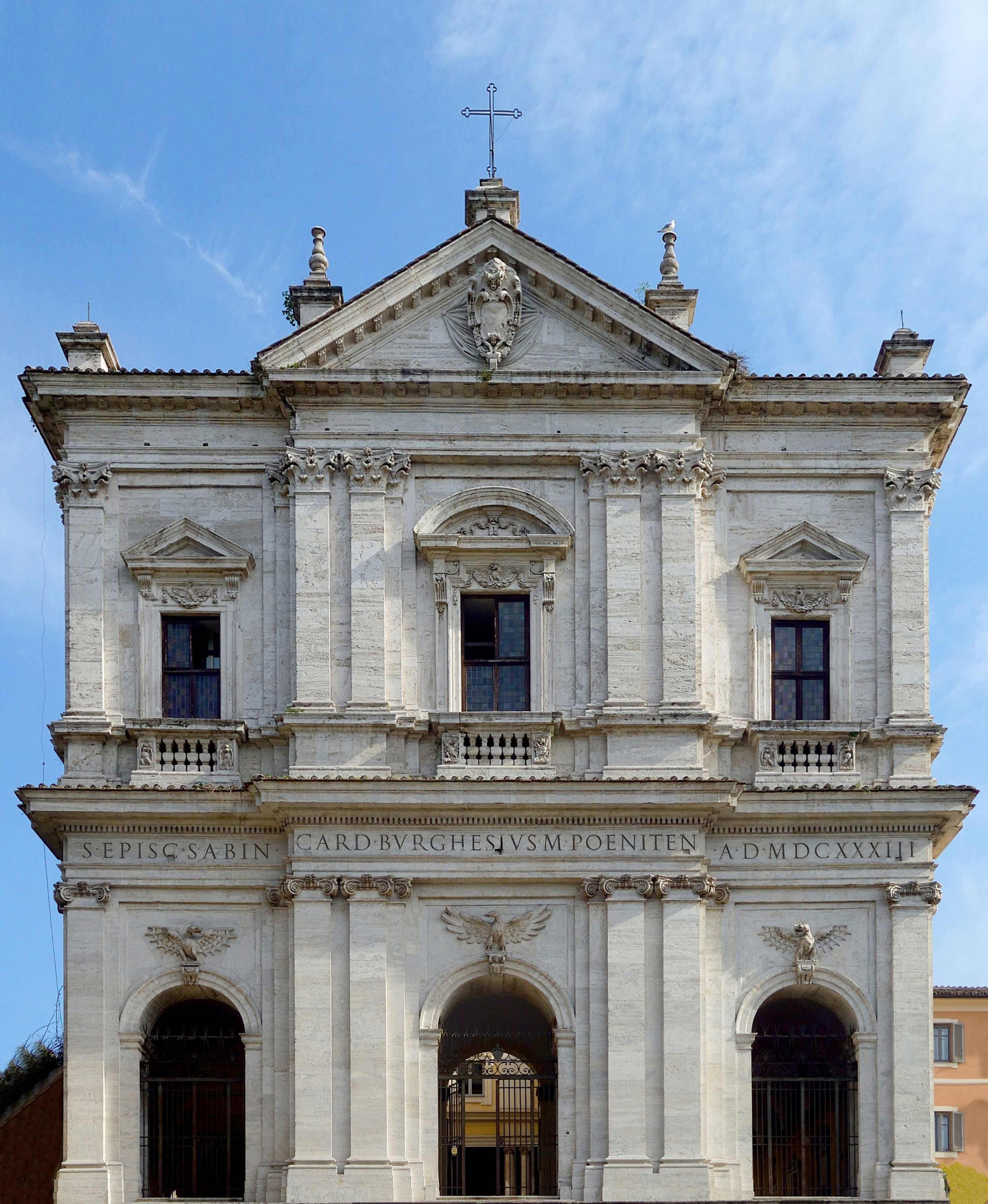

圣大额我略堂（義大利語：San Gregorio Magno al Celio）是意大利罗马的一座天主教聖堂，也作為司鐸級樞機領銜聖堂 ，座落在西里欧山，帕拉蒂尼山之前。
此堂最初只是附属于教宗額我略一世别墅的小堂，公元575-580年改为修道院。